# Volo China General Aviation 7552
Il volo China General Aviation 7552 era un volo di linea passeggeri dall'aeroporto di Nanchino all'aeroporto Internazionale di Xiamen Gaoqi, in Cina. Il 31 luglio 1992, uno Yakovlev Yak-42D operante il volo uscì di pista durante il decollo e urtò un terrapieno a 110 nodi (200 km/h), a 420 metri dalla testata della pista. Solo in 18 tra i 126 a bordo sopravvissero all'impatto.

## L'aereo
Il velivolo coinvolto era uno Yakovlev Yak-42, marche B-2755, numero di serie 4520422116644. Volò per la prima volta nel 1991 e venne consegnato a China General Aviation lo stesso anno. Era spinto da 3 motori turboventola Lotarev D-36. Al momento dell'incidente, l'aereo aveva circa un anno.

## L'incidente
C'erano 116 passeggeri e 10 membri dell'equipaggio a bordo. Verso le 15:05 ora locale, il jet si diresse verso la pista 06 e, dopo un minuto di ritardo, iniziò la corsa di decollo. Lo Yak-42 iniziò a sollevarsi da terra e iniziò a salire, tuttavia i piloti ne persero il controllo e l'aereo sbatté di nuovo sulla pista. Oltrepassò la testata opposta e proseguì per 420-600 metri fino a schiantarsi contro una recinzione di due metri ed esplodere. La fusoliera si spezzò in tre parti, dopo di che scoppiò un incendio. Parte del relitto cadde in uno stagno vicino. 8 dei 10 membri dell'equipaggio e 100 dei 116 passeggeri morirono nell'impatto.

## Le indagini
Gli investigatori stabilirono che la causa dell'incidente era un'impostazione errata dello stabilizzatore posto sul piano orizzontale della coda dell'aereo.